# レッシュ・ナイハン症候群
レッシュ・ナイハン症候群（レッシュ・ナイハンしょうこうぐん、英: Lesch-Nyhan syndrome, LNS）は、尿酸の代謝酵素に関わる遺伝子の異常によって起こる遺伝子疾患。

## 概要
通常人では尿中には尿素が含まれ、尿酸の割合は低い。細胞内の核酸に含まれているプリン体が尿酸へと代謝されてしまわないためには、ヒポキサンチン-グアニンホスホリボシルトランスフェラーゼ (HGPRT, HPRT EC 2.4.2.8)という、ヒポキサンチンをイノシン酸、グアニンをグアニル酸に再利用する代謝酵素が必要であるが、突然変異によって遺伝子に異常が起きHGPRTが働かなくなると、ヒポキサンチンやグアニンが酸化されて代謝の最終産物である尿酸が体内で過剰に産生される。この症状がレッシュ・ナイハン症候群に特徴的である。部分的な異常は高尿酸血症とそれによる重症の痛風や急性腎不全の原因となり、神経症状を有する例も見られる。発症頻度は、男児10万人に1人とされている。HGPRTの遺伝子は性染色体のX染色体上に存在するため発症はほぼ男性に限られ、女性の発症例はまれである（伴性劣性遺伝）。

## 症状
乳児期の早期から哺乳異常や発育の不良がみられ、1歳頃に不随意運動、1歳半～2歳頃に自傷行為が現れてくる。自傷行為はストレスによって悪化する。尿酸産生過剰型の高尿酸血症をきたし、尿中の尿酸排泄量は通常の数百倍を示し、しばしば腎機能障害や尿路結石を引き起こす。痛風腎から腎不全に至り幼少期に亡くなることもある。高尿酸血症は生後まもなくから認められ、腎臓・関節・中枢神経系その他の組織にナトリウム尿酸塩の結晶が生ずることもある。HGPRTの欠如があると体内でビタミンB12を十分に利用できないため、一部の患者は巨赤芽球性貧血を起こす。

## 検査と診断
舞踏病様アテトーゼを伴う精神運動発達遅滞や自傷行為などから疑い、高尿酸血症を確認できればこの病気の可能性が高くなる。確定診断のためにはHGPRTの酵素活性を測定する必要があるが、遺伝子診断も可能になったため、出生前診断や家族診断も比較的容易にできるようになった。区別すべきものとして、自傷行為を伴う知的障害やアテトーゼ型脳性麻痺などがあるが、これらの病気に高尿酸血症を合併することは極めてまれである。

## 治療
根本的な治療法はなく対症療法が主体となる。アロプリノールの服用により、高尿酸血症を解消し、腎障害や痛風関節炎、腎結石の発症を予防できる。アロプリノールの効果は高尿酸血症の改善に限られ、出生時から服用しており尿酸値をコントロールできていても神経症状をおさえることは出来ない。自傷行為に対しては抗けいれん薬や向精神薬の使用、リップガードやマスクの着用、身体抑制が行われる。腎結石や尿路感染症の予防のために、十分な水分をとることも大切である。

## 歴史
1964年、医師マイケル・レッシュ と医師ウィリアム・ナイハンによって記載されたことに始まる。